# Peugeot Metropolis
Il Peugeot Metropolis è uno scooter prodotto dalla casa motociclistica francese Peugeot a partire dal 2011.

## Descrizione
Presentato all'EICMA di Milano nel novembre 2011 come Metropolis 400i, questo scooter si caratterizza per avere un layout tecnico a tre ruote, di cui due davanti e una dietro. La sospensione anteriore è costituita da parallelogramma deformabile a doppio triangolo  con un mono ammortizzatore centrale e un mass damper che riduce le vibrazioni, il tutto realizzato in alluminio pressofuso; questo tipo di architettura e costruzione permette di ridurre il baricentro, garantendo una maggiore rigidità e una riduzione delle masse non sospese, che di conseguenza portano ad avere uno sterzo più leggero e migliorando la guidabilità.
Ad alimentarlo c'è un inedito motore monocilindrico a 4 tempi con cilindrata da 400 cm³. 
A settembre 2020 viene presentata una versione profondamente rinnovata del Metropolis, che viene sottoposta ad un aggiornamento sia tecnico che estetico, caratterizzato da un diverso design dell'anteriore con nuovi fari e un adeguamento del propulsore alle normative Euro 5.